# Lamellodiscus confusus
Lamellodiscus confusus is een soort in de taxonomische indeling van de platwormen (Platyhelminthes). De worm is tweeslachtig en kan zowel mannelijke als vrouwelijke geslachtscellen produceren. De soort leeft in zeer vochtige omstandigheden.
De platworm behoort tot het geslacht Lamellodiscus en behoort tot de familie Diplectanidae. De wetenschappelijke naam van de soort werd voor het eerst geldig gepubliceerd in 2007 door Amine, Euzet & Kechemir-Issad.